# SoundCloud
SoundCloud est une plate-forme suédoise de distribution audio en ligne sur laquelle les utilisateurs peuvent collaborer ainsi que promouvoir et distribuer leurs projets musicaux. En juin 2013, le site compte 40 millions d'inscrits et 200 millions de visiteurs uniques par mois.

## Historique
SoundCloud a été fondé en Suède (à Stockholm) par le designer sonore Alex Ljung et l'artiste Eric Wahlforss, mais s'est installé à Berlin en août 2007. Le site permet d'abord aux musiciens de partager leurs créations sonores. Par la suite, il évolue en une plate-forme et un outil de publication et de distribution musicale en tous genres. Quelques mois après sa mise en place, SoundCloud commence à concurrencer la domination de Myspace. Dans une interview en 2009 au magazine Wired, Alex Ljung dit :

« Nous venions tous deux d'un environnement lié à la musique, et c'était vraiment, vraiment problématique pour nous de collaborer musicalement avec d'autres personnes - je veux dire collaborer simplement, juste en envoyant des morceaux à d'autres personnes en privé, obtenir leurs retours, et avoir une conversation à propos de cette pièce. De la même manière que nous utilisions Flickr pour nos photos, et Vimeo pour nos vidéos, nous n'avions pas ce type de plateforme pour notre musique. »

En avril 2009, SoundCloud est capitalisé à hauteur de 2,5 millions d'euros par le fonds d’investissement Doughty Hanson. En mai 2010, il annonce avoir franchi le cap du million d'inscrits. En janvier 2011, il lève 10 millions d'euros avec les fonds d'investissements Union Square Ventures et Index Ventures. Le 15 juin 2011, il annonce compter 5 millions d'inscrits et bénéficier de nouveaux investissements. Le 23 janvier 2012, il annonce dix millions d'utilisateurs ; en 2013, grâce aux fonds de grands investisseurs, il lève 60 millions de dollars et affirme avoir atteint plus de 250 millions d'utilisateurs. En décembre 2014, le Wall Street Journal affirme que SoundCloud pourrait être valorisé à hauteur d'1,2 milliard de dollars en 2015.
Dans le cadre d'une nouvelle levée de fonds menée par SoundCloud en 2016, le site de microblogging Twitter a annoncé avoir investi 70 millions de dollars dans la plate-forme.
Depuis sa création et après avoir concurrencé Myspace, Soundcloud subit lui aussi, à son tour, une forte concurrence de la part de Mixcloud, une plate-forme collaborative anglaise de partage et d'écoute de musique en ligne spécialement dédiée aux sessions de mixage enregistrées en studio diffusées en radio ou en podcast.
En juillet 2017, SoundCloud annonce la suppression de 40 % de ses postes, soit 173 employés. Parallèlement, en 2017, une nouvelle levée de fonds est réalisée auprès de deux investisseurs privés (The Raine Group et Temasek).
En aout 2022, la direction annonce qu'elle licencie 20 % de son effectif, puis en janvier 2023 elle se sépare de 6 % et en mai 2023, 8 %. Cela afin de réduire ses coûts et de devenir rentable.

## Fonctionnalités

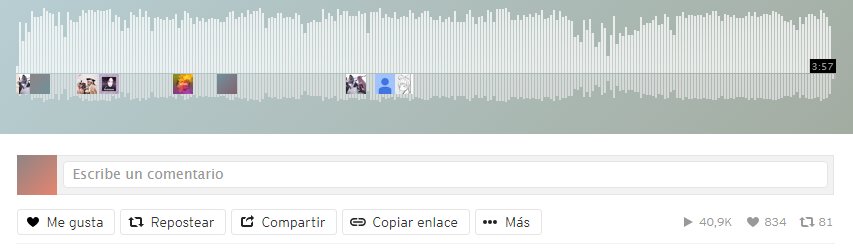
Capture d'écran présentant le lecteur audio avec la présence de commentaires apparaissant à des endroits précis du fichier

La fonction principale de SoundCloud est de permettre aux artistes de mettre en ligne leur musique ailleurs que sur leur page SoundCloud. C'est une différence majeure avec Myspace, qui ne donne accès à la musique des artistes que sur son site. En permettant d'intégrer les fichiers audios dans n'importe quelle page web, SoundCloud peut ainsi être associé à Twitter et Facebook pour permettre à ses membres d'atteindre plus efficacement leur audience.
SoundCloud distribue de la musique en utilisant des widgets et des applications. Les utilisateurs peuvent insérer un widget sur leurs propres sites ou blogs. La plate-forme possède une API qui autorise des applications ou des smartphones à mettre en ligne ou télécharger des fichiers audio. Les applications sont disponibles pour iOS et les plates-formes Android, mais il est aussi possible d'y accéder à partir du navigateur de tout smartphone. Une application pour Windows 10 est en version bêta sur le Microsoft Store.
En 2019, SoundCloud propose aux utilisateurs abonnés (Premier Distribution), une fonctionnalité leur permettant de partager leur musique sur différentes plateformes dont Spotify et Apple Music.
Principale innovation de SoundCloud, le lecteur audio en ligne affiche une forme d'onde qui permet une navigation rapide comme sur un séquenceur audio. Ce lecteur permet aussi l'ajout de commentaires à des endroits précis du fichier, possibilité extrêmement pratique pour les collaborations à distance. Au-delà de l'interactivité du lecteur, SoundCloud offre un éventail de fonctionnalités sociales : on peut suivre d'autres utilisateurs, gérer ses contacts, les classer par groupes et définir des listes d'accès précises pour chacun de ses fichiers audio,[source insuffisante].
Soundcloud supporte les licences Creative Commons.
En 2021, SoundCloud annonce un nouveau système de rémunération plus équitable des artistes présents sur la plateforme. Ce fonctionnement se basera sur la durée d'écoute de chaque artiste qui devrait favoriser une plus grande diversité musicale.

## Services payants
Le modèle économique de SoundCloud repose sur une version gratuite, complète et suffisante pour utiliser le service efficacement, et sur différents abonnements permettant d’accroître les fonctions et l’espace de stockage. Dans une interview de décembre 2012 accordée au NouvelObs.com, Eric Wahlforss a dit :

« L'internaute peut utiliser SoundCloud gratuitement, et peut s'abonner pour utiliser certaines fonctions avancées. Notre stratégie se concentre sur ce modèle dit « freemium », sans publicité ni exploitation de la vie privée des utilisateurs. Et à l'avenir il devrait perdurer. »

Les abonnements payants offrent des fonctions supplémentaires. Les abonnés bénéficient de plus d'espace d'hébergement et peuvent distribuer leurs titres, inclure plus de groupes et d'utilisateurs, créer des sets d'enregistrements et avoir un suivi statistique pour chacun de leurs titres. Des données statistiques supplémentaires sont débloquées en fonction de l'abonnement choisi, par exemple le nombre d'écoutes par titre par utilisateur et le pays d'origine des écoutes.
En 2012, la société accusait des pertes de 20 millions de dollars pour 12 millions de recettes. Le 29 mars 2016, à la suite de graves déficits, SoundCloud fait appel à la publicité pour trouver des revenus et présente un nouveau service payant sur son blog, SoundCloud Go, qui propose une écoute sans publicité et la possibilité d'utiliser une écoute hors connexion